# 萨沙·米希奇
萨沙·米希奇（羅馬化：Saša Mišić，1987年3月27日—），黑山男子水球运动员。他曾代表黑山国家队参加2016年夏季奥林匹克运动会水球比赛，结果队伍获得第四名。